# Armando Gutiérrez (actor mexicano)
Armando Gutiérrez (Amecameca, Estado de México, 14 de julio de 1913 - Ciudad de México, 29 de julio de 1971) fue un actor de la época de Oro del cine mexicano.
Participó en doblajes desde los años 50, destacándose en personajes animados como "Demóstenes" en "Don Gato y su pandilla" y "La Mole" en "Los Cuatro Fantásticos". Tuvo una vasta e importante carrera en cine que se remonta desde los años cuarenta hasta inicios de los setenta. Fue también un destacado actor de comedia, sobre todo en teatro y radio, donde recibió el mote de Simplón Telera de la Chica. Fallece el 29 de julio de 1971, en la Ciudad de México, a los 58 años de edad, siendo sus restos depositados en el Lote de Actores de la ANDA del Panteón Jardín de la Ciudad de México.

## Películas
- 1972 El rey de Acapulco
- 1972 Las vírgenes locas
- 1971 Rosario (película)
- 1971 La chamuscada (Tierra y libertad)
- 1970 Las figuras de arena
- 1970 La vida de Chucho el Roto
- 1969 El aviso inoportuno
- 1969 Cuando los hijos se van
- 1969 Una horca para el Texano
- 1969 La horripilante bestia humana
- 1968 Caballo prieto azabache
- 1967 El silencioso
- 1967 La vuelta del Mexicano
- 1967 Los tres mosqueteros de Dios
- 1967 Las mujeres panteras
- 1967 Cruces sobre el yermo
- 1966 Jinetes de la llanura
- 1966 La cigüeña distraída
- 1966 El ángel y yo
- 1966 Cuando el diablo sopla
- 1966 ¡Viva Benito Canales!
- 1966 ¿Qué haremos con papá?
- 1966 Los Sánchez deben morir
- 1965 El asalto (película)
- 1965 Los sheriffs de la frontera
- 1965 Los cuervos están de luto
- 1965 Los fantasmas burlones
- 1965 Audaz y bravero
- 1965 ¡Ay, Jalisco no te rajes!
- 1965 Aquella Rosita Alvírez
- 1965 Raíces en el infierno
- 1965 Las lobas del ring
- 1965 El pecador
- 1965 Un hombre en la trampa
- 1965 Nos lleva la tristeza
- 1964 Los fenómenos del fútbol
- 1964 El Padrecito
- 1964 Me llaman el cantaclaro
- 1964 Héroe a la fuerza
- 1964 Furia en el Edén
- 1964 El río de las ánimas
- 1964 Vuelve el Norteño
- 1963 Entrega inmediata
- 1963 Los derechos de los hijos
- 1963 El Charro Negro contra la banda de los cuervos
- 1963 El hombre de papel
- 1963 El rey del tomate
- 1963 La invasión de los vampiros
- 1963 El hotel de la muerte
- 1963 La bandida
- 1963 Secuestro en Acapulco
- 1963 Dos gallos y dos gallinas
- 1962 Sangre en el ring
- 1962 El extra
- 1962 Caperucita y Pulgarcito contra los monstruos
- 1962 El malvado Carabel (película)
- 1962 Los cinco halcones
- 1962 El ataúd infernal
- 1962 Juventud sin Dios
- 1961 Los espadachines de la reina
- 1961 Dos tontos y un loco
- 1961 Con la misma moneda
- 1961 El gato con botas (película)
- 1961 Casi casados
- 1961 La chamaca
- 1961 Tres balas perdidas
- 1961 Azahares rojos
- 1961 El tiro de gracia
- 1960 Venganza Apache
- 1960 De tal palo tal astilla
- 1960 Simitrio
- 1960 Viva la parranda
- 1960 Dicen que soy hombre malo
- 1960 Pancho Villa y la Adelita
- 1960 Herencia trágica
- 1960 El esqueleto de la señora Morales
- 1960 La caperucita roja
- 1960 Las rosas del milagro
- 1960 Variedades de medianoche
- 1960 Me importa poco
- 1960 La estrella vacía
- 1960 Bala de Plata
- 1960 A tiro limpio
- 1959 La ley del más rápido
- 1959 Escuela de verano (película)
- 1959 El hombre y el monstruo
- 1959 Bendito entre las mujeres (película)
- 1959 El puma (película)
- 1959 800 leguas por el Amazonas (película)
- 1959 El que con niños se acuesta
- 1959 Manicomio (película)
- 1959 Mi niño, mi caballo y yo
- 1959 Sábado negro
- 1959 Sube y baja (película)
- 1959 México nunca duerme
- 1959 Pistolas de oro
- 1959 Tres lecciones de amor
- 1958 Misterios de la magia negra
- 1958 Las tres pelonas
- 1958 Miércoles de ceniza (película)
- 1958 La máscara de carne
- 1958 Viaje a la luna (película)
- 1958 La feria de San Marcos
- 1957 Felicidad
- 1957 El organillero
- 1956 Primavera en el corazón
- 1956 La bestia de la montaña
- 1956 El medallón del crimen (El 13 de oro)
- 1956 Mi canción eres tú
- 1955 Cupido pierde a Paquita
- 1955 ¡Que bravas son las costeñas!...
- 1955 La rival
- 1954 Cain y Abel (película)
- 1949 La oveja negra
- 1943 Mexicanos al grito de guerra (película)